# The Resolution - Act 2
The Resolution - Act 2 es el segundo EP del cantautor canadiense Drew Seeley, lanzado para promocionar el álbum completo, el cual fue lanzado el 5 de abril del 2011.

## Información
El EP fue lanzado el 4 de enero de 2011 solamente en tiendas de descarga digital como iTunes y Amazon.

## Canciones
| N.º   | Título        | Escritor(es)                                 | Duración |  |
| 1.    | «Goin' Under» | Drew Seeley, Brandon Slavinski, Robbie Nevil | 3:54     |  |
| 2.    | «Let It Go!»  | Drew Seeley, Justin Gray                     | 5:20     |  |
| 3.    | «Lazy Daze»   | Drew Seeley, Ari Levine, Steve McMorran      | 4:12     |  |
| 4.    | «Beautiful»   | Drew Seeley, Sam Lobue                       | 5:49     |  |
| 19:15 |               |                                              |          |  |